# 大神女郎
大神女郎（おおみわのいらつめ、生没年不詳）は、奈良時代の女流歌人。
大神氏（おおみわし）の出身。大神氏は大物主神（大三輪神）の子大田田根子を始祖とする、神別氏族で、大神神社（奈良県桜井市三輪）の祭祀を司った。天平年間に大伴家持に贈った歌2首が『万葉集』に載り、家持と何らかの交流があったと考えられる。
- さ夜中に友呼ぶ千鳥もの思ふと侘びをる時に鳴きつつもとな（4-618）
- ほととぎす鳴きしすなはち君が家に行けと追ひしは至りけむかも（8-1505）